# 1076
| [ Edytuj tabelę ]          |                                                                                                |
| Książę Polski              | - 1058 Bolesław II Szczodry 1076                                                               |
| Król Polski                | - 1076 Bolesław II Szczodry 1079                                                               |
| Król Angkoru               | - 1066 Harszawarman III 1080                                                                   |
| Król Anglii                | - 1066 Wilhelm Zdobywca 1087                                                                   |
| Król Aragonii i Nawarry    | - 1063 Sancho Ramírez 1094                                                                     |
| Hrabia Barcelony           | - 1035 Rajmund Berengar I 1076 - 1076 Rajmund Berengar II 1082 - 1076 Berengar Rajmund II 1097 |
| Książę Bawarii             | - 1070 Welf I 1077                                                                             |
| Książę Burgundii           | - 1032 Robert I 1076 - 1076 Hugo I 1079                                                        |
| Cesarz Bizancjum           | - 1071 Michał VII Dukas 1078                                                                   |
| Cesarz Chin                | - 1067 Song Shenzong 1085                                                                      |
| Książę Czech               | - 1061 Wratysław II 1092                                                                       |
| Król Danii                 | - 1074 Harald Hein 1080                                                                        |
| Władca Egiptu              | - 1036 Al-Mustansir 1094                                                                       |
| Król Francji               | - 1060 Filip I 1108                                                                            |
| Król Gruzji                | - 1072 Jerzy II 1089                                                                           |
| Hrabia Holandii            | - 1061 Dirk V 1091                                                                             |
| Cesarz Japonii             | - 1072 Shirakawa 1086                                                                          |
| Kalif                      | - 1075 Al-Muktadi 1094                                                                         |
| Król Kastylii              | - 1072 Alfons VI 1109                                                                          |
| Wielki książę Kijowa       | - 1073 Światosław II 1076 - 1076 Wsiewołod I 1077                                              |
| Patriarcha Konstantynopola | - 1075 Kosma I Jerozolimski 1081                                                               |
| Władca Korei               | - 1046 Munjong 1083                                                                            |
| Władca Maroka              | - 1070 Jusuf ibn Taszfin 1106                                                                  |
| Król Norwegii              | - 1066 Olaf III Pokojowy 1093                                                                  |
| Książę Obodrzyców          | - 1066 Krut 1093                                                                               |
| Hrabia Palatynatu          | - 1061 Herman II Luksemburski 1085                                                             |
| Papież                     | - 1073 Grzegorz VII 1085                                                                       |
| Książę Saksonii            | - 1072 Magnus 1106                                                                             |
| Sułtan Seldżuków           | - 1072 Malikszah I 1092                                                                        |
| Król Szkocji               | - 1058 Malcolm III 1093                                                                        |
| Król Szwecji               | - 1070 Hakan Ryży i Inge I Starszy 1080                                                        |
| Doża Wenecji               | - 1071 Domenico Selvo 1084                                                                     |
| Król Węgier                | - 1074 Gejza I 1077                                                                            |

Rok 1076 / MLXXVI
stulecia: X wiek ~
XI wiek ~
XII wiek

lata: 1066 «
1071 «
1072 «
1073 «
1074 «
1075 «
1076
» 1077
» 1078
» 1079
» 1080
» 1081
» 1086

## Wydarzenia w Polsce
- Najazd Bolesława Szczodrego na czeskie pogranicze.
- Powołanie mennicy państwowej w Krakowie.
- Poparcie papieża przez Bolesława Szczodrego.
- 25 grudnia – w Gnieźnie odbyła się koronacja Bolesława II Szczodrego zwanego Śmiałym na króla Polski.
- Przywrócenie arcybiskupstwa gnieźnieńskiego wraz z biskupstwem poznańskim, utworzenie nowego biskupstwa w Płocku.

## Wydarzenia na świecie
- 24 stycznia – synod biskupów w Wormacji na żądanie cesarza Henryka IV Salickiego wypowiedział posłuszeństwo papieżowi Grzegorzowi VII.
- 14 lutego – synod rzymski: papież Grzegorz VII nałożył klątwę na króla Niemiec Henryka IV Salickiego.
- Październik – zjazd w Treburze: książęta niemieccy zdecydowali, że Henryk IV Salicki zostanie usunięty z tronu, jeśli w ciągu roku nie oczyści się z klątwy i wezwie papieża Grzegorza VII do rozstrzygnięcia sporu między książętami a królem.

## Urodzili się
- 1 czerwca – Mścisław I Harald, wielki książę kijowski (zm. 1132)

## Zmarli
- 21 marca – Robert I Burgundzki, książę Burgundii i hrabia Auxerre (ur. 1011)
- 27 grudnia – Światosław II, wielki książę kijowski (ur. 1027)